# The Flirt and the Bandit
The Flirt and the Bandit è un cortometraggio muto del 1913 diretto da Thomas Ricketts.

## Trama
Ione, una ragazza che tutti reputano una civetta senza cuore, un giorno, mentre si trova nel giardino paterno, vede riflesso nello stagno un viso sconosciuto. Si tratta di Bandit Bob, che ha appena conquistato e abbandonato la sua ultima donna. L'uomo prende Ione, portandola a casa sua, sulla collina, dove ne fa sua moglie. I forti caratteri dei due trovano finalmente un accordo nell'armonia familiare e la famigliola sarà completata dalla nascita di un bambino.

## Produzione
Il film fu prodotto dall'American Film Manufacturing Company come Flying A.

## Distribuzione
Distribuito negli Stati Uniti dalla Mutual, il film - un cortometraggio in una bobina - uscì nelle sale cinematografiche il 29 settembre 1913.